# Elezioni comunali in Sardegna del 2020
Le elezioni comunali in Sardegna del 2020 si sono tenute il 25 e 26 ottobre (con ballottaggio l'8 e 9 novembre).

## Riepilogo sindaci eletti
| Provincia | Comune       | Sindaco uscente | Sindaco uscente        | Sindaco eletto | Sindaco eletto         | Primo turno | Primo turno           | Secondo turno | Secondo turno | Seggi   |        |       |         |
| --------- | ------------ | --------------- | ---------------------- | -------------- | ---------------------- | ----------- | --------------------- | ------------- | ------------- | ------- | ------ | ----- | ------- |
| Provincia | Comune       | Cagliari        | Quartu Sant'Elena      |                | Stefano Delunas (PD)   |             | Graziano Milia (Ind.) | 10.751        | 36,35         | Seggi   | 14.286 | 57,21 | 17 / 28 |
| Sestu     |              | Cagliari        | Maria Paola Secci (RS) |                | Maria Paola Secci (RS) | 4.630       | 64,60                 | _             | _             | 13 / 20 |        |       |         |
| Sassari   | Porto Torres |                 | Sean Wheeler (M5S)     |                | Massimo Mulas (Ind.)   | 2.745       | 26,05                 | 4.577         | 52,96         | 12 / 20 |        |       |         |
| Nuoro     | Nuoro        |                 | Andrea Soddu (Ind.)    |                | Andrea Soddu (Ind.)    | 5.068       | 28,84                 | 8.841         | 67,00         | 15 / 24 |        |       |         |

## Città metropolitana di Cagliari

### Quartu Sant'Elena
| Candidati                                 | Candidati                         | II turno             | II turno           | I turno | I turno | Liste                              | Voti   | %     | Seggi |
| Candidati                                 | Candidati                         | Voti                 | %                  | Voti    | %       | Liste                              | Voti   | %     | Seggi |
| ----------------------------------------- | --------------------------------- | -------------------- | ------------------ | ------- | ------- | ---------------------------------- | ------ | ----- | ----- |
|                                           | Graziano Ernesto Milia ✔️ Sindaco | 14 286               | 57,21              | 10 751  | 36,35   | Lista Milia Sindaco Q!             | 4 853  | 17,23 | 10    |
| Cittadini per Flumini e Quartu Sant'Elena | Graziano Ernesto Milia ✔️ Sindaco | 14 286               | 57,21              | 10 751  | 36,35   | 1 319                              | 4,68   | 2     |       |
| Quartu Democratica e Solidale             | Graziano Ernesto Milia ✔️ Sindaco | 14 286               | 57,21              | 10 751  | 36,35   | 1 167                              | 4,14   | 2     |       |
| Movimento Civico                          | Graziano Ernesto Milia ✔️ Sindaco | 14 286               | 57,21              | 10 751  | 36,35   | 920                                | 3,27   | 2     |       |
| Socialisti e Democratici                  | Graziano Ernesto Milia ✔️ Sindaco | 14 286               | 57,21              | 10 751  | 36,35   | 603                                | 2,14   | 1     |       |
| Quartu Lavoro & Impresa                   | Graziano Ernesto Milia ✔️ Sindaco | 14 286               | 57,21              | 10 751  | 36,35   | 413                                | 1,47   | –     |       |
|                                           | Christian Stevelli                | 10 683               | 42,79              | 13 071  | 44,20   | Partito Sardo d'Azione             | 3 213  | 11,41 | 3     |
| UDC Podeus Quartu Nuova                   | Christian Stevelli                | 10 683               | 42,79              | 13 071  | 44,20   | 1 955                              | 6,94   | 1     |       |
| Fratelli d'Italia                         | Christian Stevelli                | 10 683               | 42,79              | 13 071  | 44,20   | 1 447                              | 5,14   | 1     |       |
| Sardegna Forte Quartu                     | Christian Stevelli                | 10 683               | 42,79              | 13 071  | 44,20   | 1 254                              | 4,45   | 1     |       |
| Io Sono Quartu                            | Christian Stevelli                | 10 683               | 42,79              | 13 071  | 44,20   | 1 236                              | 4,39   | 1     |       |
| Sardegna 20Venti Tunis                    | Christian Stevelli                | 10 683               | 42,79              | 13 071  | 44,20   | 1 180                              | 4,19   | 1     |       |
| Lega                                      | Christian Stevelli                | 10 683               | 42,79              | 13 071  | 44,20   | 926                                | 3,29   | –     |       |
| Riformatori Sardi                         | Christian Stevelli                | 10 683               | 42,79              | 13 071  | 44,20   | 876                                | 3,11   | –     |       |
| Noi per Quartu                            | Christian Stevelli                | 10 683               | 42,79              | 13 071  | 44,20   | 843                                | 2,99   | –     |       |
| Forza Italia                              | Christian Stevelli                | 10 683               | 42,79              | 13 071  | 44,20   | 776                                | 2,76   | –     |       |
| Seggio di coalizione                      | Seggio di coalizione              | Seggio di coalizione | 42,79              | 13 071  | 44,20   | 1                                  |        |       |       |
|                                           | Francesco Piludu                  | Francesco Piludu     | Francesco Piludu   | 4 303   | 14,55   | Partito Democratico - Articolo Uno | 1 827  | 6,49  | 1     |
| #Cambiamo Quartu                          | Francesco Piludu                  | Francesco Piludu     | Francesco Piludu   | 4 303   | 14,55   | 1 194                              | 4,24   | –     |       |
| Ajò Insieme                               | Francesco Piludu                  | Francesco Piludu     | Francesco Piludu   | 4 303   | 14,55   | 563                                | 2,00   | –     |       |
| Impari SiAmo Quartu                       | Francesco Piludu                  | Francesco Piludu     | Francesco Piludu   | 4 303   | 14,55   | 294                                | 1,04   | –     |       |
| Seggio di coalizione                      | Seggio di coalizione              | Seggio di coalizione | Francesco Piludu   | 4 303   | 14,55   | 1                                  |        |       |       |
|                                           | Guido Sbandi                      | Guido Sbandi         | Guido Sbandi       | 982     | 3,32    | Movimento 5 Stelle                 | 896    | 3,18  | –     |
|                                           | Francesco Pandolfi                | Francesco Pandolfi   | Francesco Pandolfi | 299     | 1,01    | Quartu da Salvare!                 | 262    | 0,93  | –     |
|                                           | Alberto Grimaldi                  | Alberto Grimaldi     | Alberto Grimaldi   | 168     | 0,57    | Grimaldi per Quartu                | 141    | 0,50  | –     |
| Totale                                    | Totale                            | 24 969               | 100                | 29 574  | 100     |                                    | 28 158 | 100   | 28    |
|                                           |                                   |                      |                    |         |         |                                    |        |       |       |
| Fonte: Ministero dell'interno             |                                   |                      |                    |         |         |                                    |        |       |       |

### Sestu
|                               | Maria Paola Secci ✔️ Sindaco | 4 630                | 64,60 | Riformatori Sardi   | 2 179 | 32,94 | 7  |  |  |
| Forza Italia                  | Maria Paola Secci ✔️ Sindaco | 4 630                | 64,60 | 921                 | 13,92 | 3     |    |  |  |
| Fratelli d'Italia             | Maria Paola Secci ✔️ Sindaco | 4 630                | 64,60 | 480                 | 7,26  | 1     |    |  |  |
| Lega                          | Maria Paola Secci ✔️ Sindaco | 4 630                | 64,60 | 418                 | 6,32  | 1     |    |  |  |
| Sardegna 20Venti Tunis        | Maria Paola Secci ✔️ Sindaco | 4 630                | 64,60 | 290                 | 4,38  | 1     |    |  |  |
|                               | Valentina Meloni             | 1 498                | 20,90 | Partito Democratico | 718   | 10,85 | 2  |  |  |
| Progetto per Sestu            | Valentina Meloni             | 1 498                | 20,90 | 258                 | 3,90  | 1     |    |  |  |
| Impari Po Sestu               | Valentina Meloni             | 1 498                | 20,90 | 229                 | 3,46  | –     |    |  |  |
| SìAmo Sestu                   | Valentina Meloni             | 1 498                | 20,90 | 155                 | 2,34  | –     |    |  |  |
| Seggio di coalizione          | Seggio di coalizione         | Seggio di coalizione | 20,90 | 1                   |       |       |    |  |  |
|                               | Aldo Pili                    | 1 039                | 14,50 | Sestu Domani        | 571   | 8,63  | 1  |  |  |
| Articolo Uno                  | Aldo Pili                    | 1 039                | 14,50 | 397                 | 6,00  | 1     |    |  |  |
| Seggio di coalizione          | Seggio di coalizione         | Seggio di coalizione | 14,50 | 1                   |       |       |    |  |  |
| Totale                        | Totale                       | 7 167                | 100   |                     | 6 616 | 100   | 20 |  |  |
|                               |                              |                      |       |                     |       |       |    |  |  |
| Fonte: Ministero dell'interno |                              |                      |       |                     |       |       |    |  |  |

## Provincia di Nuoro

### Nuoro
| Candidati                                  | Candidati                      | II turno                       | II turno                       | I turno | I turno | Liste                           | Voti   | %     | Seggi |
| Candidati                                  | Candidati                      | Voti                           | %                              | Voti    | %       | Liste                           | Voti   | %     | Seggi |
| ------------------------------------------ | ------------------------------ | ------------------------------ | ------------------------------ | ------- | ------- | ------------------------------- | ------ | ----- | ----- |
|                                            | Andrea Soddu ✔️ Sindaco        | 8 841                          | 67,00                          | 5 068   | 28,84   | Andrea Soddu Sindaco            | 2 178  | 13,04 | 9     |
| Italia in Comune                           | Andrea Soddu ✔️ Sindaco        | 8 841                          | 67,00                          | 5 068   | 28,84   | 1 076                           | 6,44   | 4     |       |
| Un'Altra Nuoro                             | Andrea Soddu ✔️ Sindaco        | 8 841                          | 67,00                          | 5 068   | 28,84   | 370                             | 2,21   | 1     |       |
| Ripensiamo Nuoro                           | Andrea Soddu ✔️ Sindaco        | 8 841                          | 67,00                          | 5 068   | 28,84   | 359                             | 2,15   | 1     |       |
|                                            | Pietro Sanna                   | 4 355                          | 33,00                          | 4 280   | 24,36   | Pro Nugoro - UdC - Forza Italia | 1 425  | 8,53  | 1     |
| Partito Sardo d'Azione                     | Pietro Sanna                   | 4 355                          | 33,00                          | 4 280   | 24,36   | 1 390                           | 8,32   | 1     |       |
| Lega                                       | Pietro Sanna                   | 4 355                          | 33,00                          | 4 280   | 24,36   | 1 341                           | 8,03   | 1     |       |
| Fratelli d'Italia                          | Pietro Sanna                   | 4 355                          | 33,00                          | 4 280   | 24,36   | 523                             | 3,13   | –     |       |
| Riformatori Sardi - Sardegna 20Venti Tunis | Pietro Sanna                   | 4 355                          | 33,00                          | 4 280   | 24,36   | 224                             | 1,34   | –     |       |
| Seggio di coalizione                       | Seggio di coalizione           | Seggio di coalizione           | 33,00                          | 4 280   | 24,36   | 1                               |        |       |       |
|                                            | Carlo Achille Stefano Prevosto | Carlo Achille Stefano Prevosto | Carlo Achille Stefano Prevosto | 2 043   | 11,63   | Partito Democratico             | 959    | 5,74  | 1     |
| Prevosto Sindaco per Nuoro                 | Carlo Achille Stefano Prevosto | Carlo Achille Stefano Prevosto | Carlo Achille Stefano Prevosto | 2 043   | 11,63   | 734                             | 4,39   | –     |       |
| Fare Comunità                              | Carlo Achille Stefano Prevosto | Carlo Achille Stefano Prevosto | Carlo Achille Stefano Prevosto | 2 043   | 11,63   | 194                             | 1,16   | –     |       |
| GD Giovani Democratici                     | Carlo Achille Stefano Prevosto | Carlo Achille Stefano Prevosto | Carlo Achille Stefano Prevosto | 2 043   | 11,63   | 161                             | 0,96   | –     |       |
| Seggio di coalizione                       | Seggio di coalizione           | Seggio di coalizione           | Carlo Achille Stefano Prevosto | 2 043   | 11,63   | 1                               |        |       |       |
|                                            | Lisetta Bidoni                 | Lisetta Bidoni                 | Lisetta Bidoni                 | 1 883   | 10,72   | Progetto per Nuoro              | 1 026  | 6,14  | –     |
| Nuoro a Sinistra (RossoMori - PaP! - PRC)  | Lisetta Bidoni                 | Lisetta Bidoni                 | Lisetta Bidoni                 | 1 883   | 10,72   | 543                             | 3,25   | –     |       |
| Futuro e Trasparenza                       | Lisetta Bidoni                 | Lisetta Bidoni                 | Lisetta Bidoni                 | 1 883   | 10,72   | 249                             | 1,49   | –     |       |
| Seggio di coalizione                       | Seggio di coalizione           | Seggio di coalizione           | Lisetta Bidoni                 | 1 883   | 10,72   | 1                               |        |       |       |
|                                            | Ciriaco Offeddu                | Ciriaco Offeddu                | Ciriaco Offeddu                | 1 687   | 9,60    | Per Ciriaco Offeddu Sindaco     | 730    | 4,37  | –     |
| Oltre                                      | Ciriaco Offeddu                | Ciriaco Offeddu                | Ciriaco Offeddu                | 1 687   | 9,60    | 626                             | 3,75   | –     |       |
| Civitas Futura                             | Ciriaco Offeddu                | Ciriaco Offeddu                | Ciriaco Offeddu                | 1 687   | 9,60    | 195                             | 1,17   | –     |       |
| Seggio di coalizione                       | Seggio di coalizione           | Seggio di coalizione           | Ciriaco Offeddu                | 1 687   | 9,60    | 1                               |        |       |       |
|                                            | Francesco Marco Guccini        | Francesco Marco Guccini        | Francesco Marco Guccini        | 1 544   | 8,79    | LRU Liberu                      | 768    | 4,60  | –     |
| Nuoro Noi                                  | Francesco Marco Guccini        | Francesco Marco Guccini        | Francesco Marco Guccini        | 1 544   | 8,79    | 515                             | 3,08   | –     |       |
| Città in Azione                            | Francesco Marco Guccini        | Francesco Marco Guccini        | Francesco Marco Guccini        | 1 544   | 8,79    | 135                             | 0,81   | –     |       |
| Seggio di coalizione                       | Seggio di coalizione           | Seggio di coalizione           | Francesco Marco Guccini        | 1 544   | 8,79    | 1                               |        |       |       |
|                                            | Alessandro Murgia              | Alessandro Murgia              | Alessandro Murgia              | 1 068   | 6,08    | Movimento 5 Stelle              | 987    | 5,91  | –     |
| Totale                                     | Totale                         | 13 196                         | 100                            | 17 573  | 100     |                                 | 16 708 | 100   | 24    |
|                                            |                                |                                |                                |         |         |                                 |        |       |       |
| Fonte: Ministero dell'interno              |                                |                                |                                |         |         |                                 |        |       |       |

1. ↑  Include Articolo Uno.

## Provincia di Sassari

### Porto Torres
| Candidati                        | Candidati                          | II turno                           | II turno                           | I turno | I turno | Liste                  | Voti   | %     | Seggi |
| Candidati                        | Candidati                          | Voti                               | %                                  | Voti    | %       | Liste                  | Voti   | %     | Seggi |
| -------------------------------- | ---------------------------------- | ---------------------------------- | ---------------------------------- | ------- | ------- | ---------------------- | ------ | ----- | ----- |
|                                  | Massimo Mulas ✔️ Sindaco           | 4 577                              | 52,96                              | 2 745   | 26,05   | Partito Democratico    | 1 128  | 11,22 | 6     |
| Progetto Turritano               | Massimo Mulas ✔️ Sindaco           | 4 577                              | 52,96                              | 2 745   | 26,05   | 891                    | 8,86   | 4     |       |
| Italia in Comune                 | Massimo Mulas ✔️ Sindaco           | 4 577                              | 52,96                              | 2 745   | 26,05   | 454                    | 4,52   | 2     |       |
|                                  | Alessandro Pantaleo                | 4 065                              | 47,04                              | 4 118   | 39,08   | Partito Sardo d'Azione | 1 616  | 16,07 | 1     |
| Cambiamo! - Unione di Centro     | Alessandro Pantaleo                | 4 065                              | 47,04                              | 4 118   | 39,08   | 978                    | 9,73   | 1     |       |
| Lega                             | Alessandro Pantaleo                | 4 065                              | 47,04                              | 4 118   | 39,08   | 924                    | 9,19   | 1     |       |
| Civica Popolare                  | Alessandro Pantaleo                | 4 065                              | 47,04                              | 4 118   | 39,08   | 364                    | 3,62   | –     |       |
| Forza Italia - Fratelli d'Italia | Alessandro Pantaleo                | 4 065                              | 47,04                              | 4 118   | 39,08   | 218                    | 2,17   | –     |       |
| Seggio di coalizione             | Seggio di coalizione               | Seggio di coalizione               | 47,04                              | 4 118   | 39,08   | 1                      |        |       |       |
|                                  | Salvatore Francesco Satta          | Salvatore Francesco Satta          | Salvatore Francesco Satta          | 2 543   | 24,13   | Franco Satta Sindaco   | 1 393  | 13,85 | 2     |
| Progressisti                     | Salvatore Francesco Satta          | Salvatore Francesco Satta          | Salvatore Francesco Satta          | 2 543   | 24,13   | 629                    | 6,26   | –     |       |
| Partito dei Sardi                | Salvatore Francesco Satta          | Salvatore Francesco Satta          | Salvatore Francesco Satta          | 2 543   | 24,13   | 265                    | 2,64   | –     |       |
| Fortza Paris                     | Salvatore Francesco Satta          | Salvatore Francesco Satta          | Salvatore Francesco Satta          | 2 543   | 24,13   | 177                    | 1,76   | –     |       |
| Seggio di coalizione             | Seggio di coalizione               | Seggio di coalizione               | Salvatore Francesco Satta          | 2 543   | 24,13   | 1                      |        |       |       |
|                                  | Sebastiano Costantino Simone Sassu | Sebastiano Costantino Simone Sassu | Sebastiano Costantino Simone Sassu | 1 132   | 10,74   | Movimento 5 Stelle     | 1 018  | 10,12 | –     |
| Seggio di coalizione             | Seggio di coalizione               | Seggio di coalizione               | Sebastiano Costantino Simone Sassu | 1 132   | 10,74   | 1                      |        |       |       |
| Totale                           | Totale                             | 8 642                              | 100                                | 10 538  | 100     |                        | 10 055 | 100   | 20    |
|                                  |                                    |                                    |                                    |         |         |                        |        |       |       |
| Fonte: Ministero dell'interno    |                                    |                                    |                                    |         |         |                        |        |       |       |